# Marcantonio Colonna (kardinal v 18. stoletju)
Marcantonio kardinal Colonna, italijanski rimskokatoliški duhovnik, škof in kardinal, * 16. avgust 1724, Rim, † 4. december 1793.

## Življenjepis
24. septembra 1759 je bil povzdignjen v kardinala in imenovan za kardinal-diakona S. Maria in Aquiro. 1. februarja 1761 je prejel duhovniško posvečenje. 19. aprila 1762 je bil imenovan za naslovnega nadškofa Korinta in za kardinal-duhovnika S. Maria della Pace. 25. aprila 1762 je prejel škofovsko posvečenje. 25. junija 1784 je bil imenovan za kardinal-duhovnika S. Lorenzo in Lucina in 20. septembra istega leta še za kardinal-škofa Palestrine. 